# Đập Yacyretá
Đập Yacyretá  hoặc Thủy điện Jasyretâ-Apipé là một con đập và  nhà máy thủy điện được xây dựng tại Jasyretâ-Apipé trên sông Paraná, giữa tỉnh Corrientes, Argentina và Thành phố Ayolas của Paraguay.
Đập dài 808 mét (2.651 ft)   và công suất lắp đặt tối đa là 3100 MW, với kỉ lục sản lượng điện hàng năm là 20.091 TWh (72.330 PJ) năm 2012, và lưu lượng nước tối đa 55.000 m3 mỗi giây. Cho đến tháng 2 năm 2011, hồ chứa của nó thấp hơn mực nước dự kiến bảy mét, chỉ cho phép nó hoạt động với công suất 60%.
Dự án đã gây ra tranh cãi và chỉ trích trong quá trình lập kế hoạch và xây dựng vì những ảnh hưởng của nó đối với hệ sinh thái địa phương, đặc biệt là lũ lụt, gây ra sự tuyệt chủng trong tự nhiên của một số loài. Việc quản lý tài chính của dự án cũng thu hút được sự chỉ trích, vì nó vượt quá ngân sách ban đầu của nó, cuối cùng tiêu tốn hơn 11 tỷ đô la.
Trong năm 2014, Paraguay tiêu thụ gần 5% lượng điện sản xuất của Yacyreta, và xuất khẩu phần còn lại sang Argentina.

## Vị trí
Yacyreta cách 260 kilômét (160 mi)  về phía đông nam Asunción. Tọa lạc tại thành phố Ayolas, cách 100 kilômét (62 mi)   xuôi dòng từ Encarnación. Đập chính nằm gần quần đảo Jasyretâ và Talavera. 

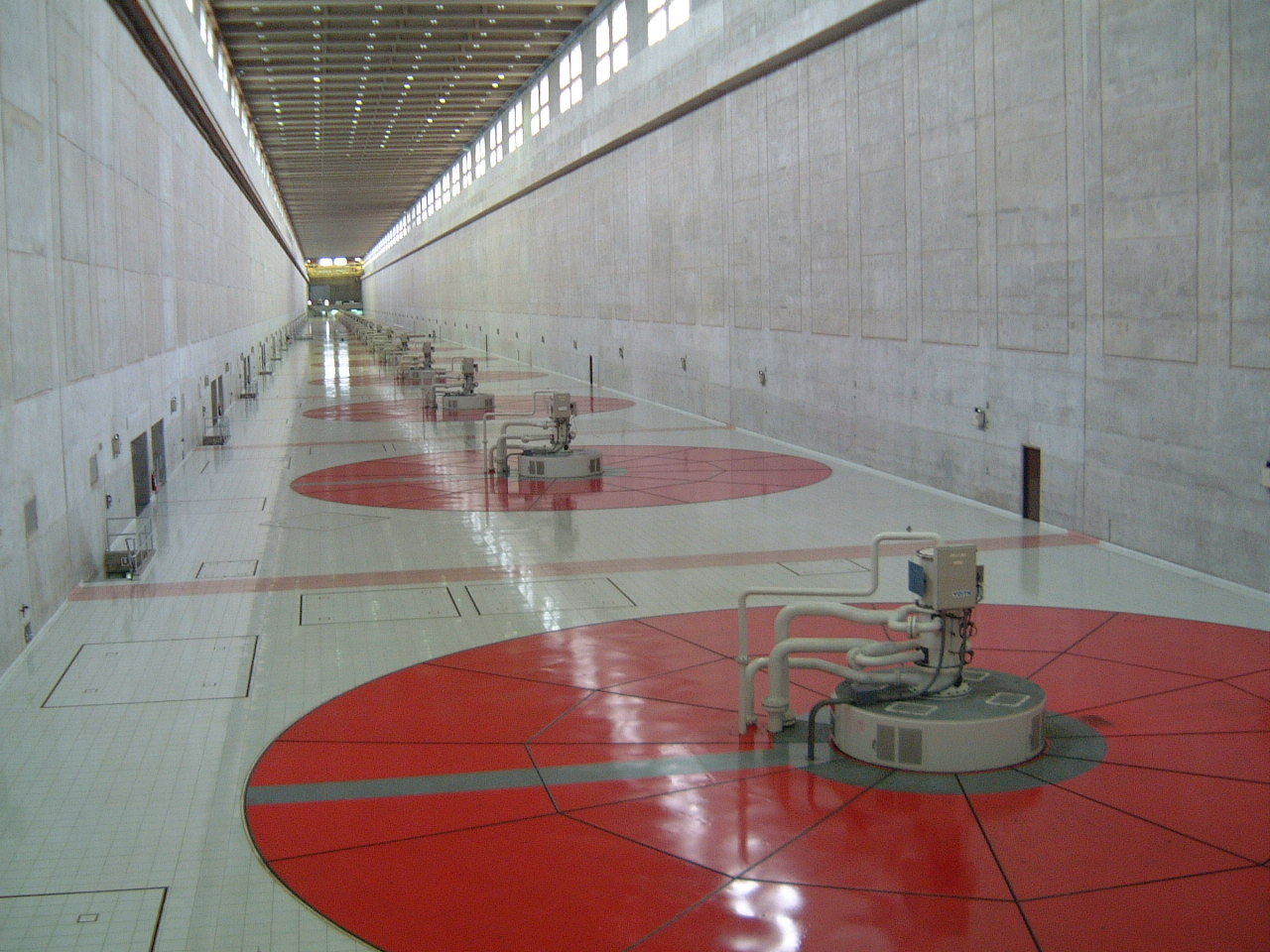
Hội trường máy phát điện

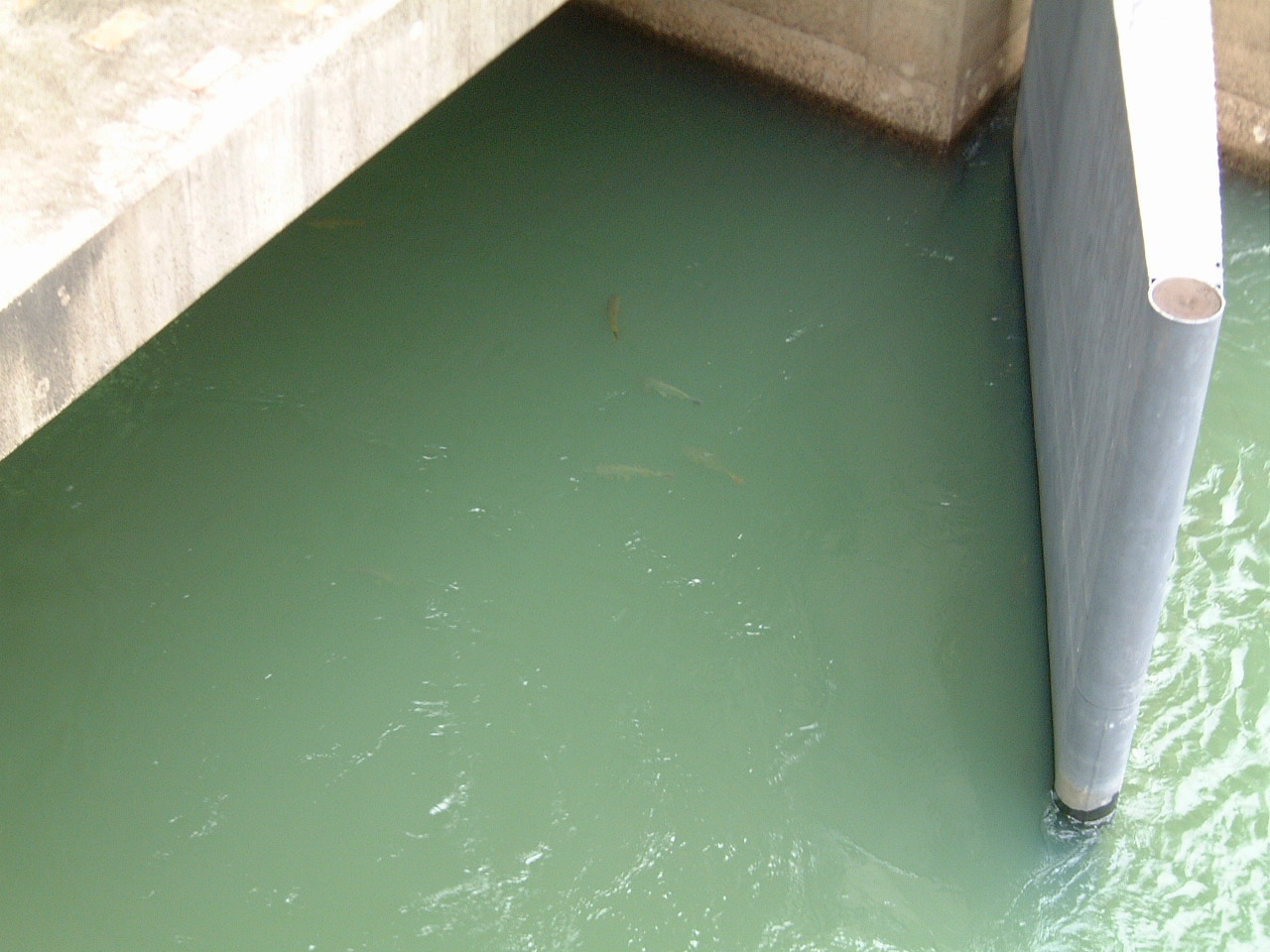
Cổng lũ cho cá

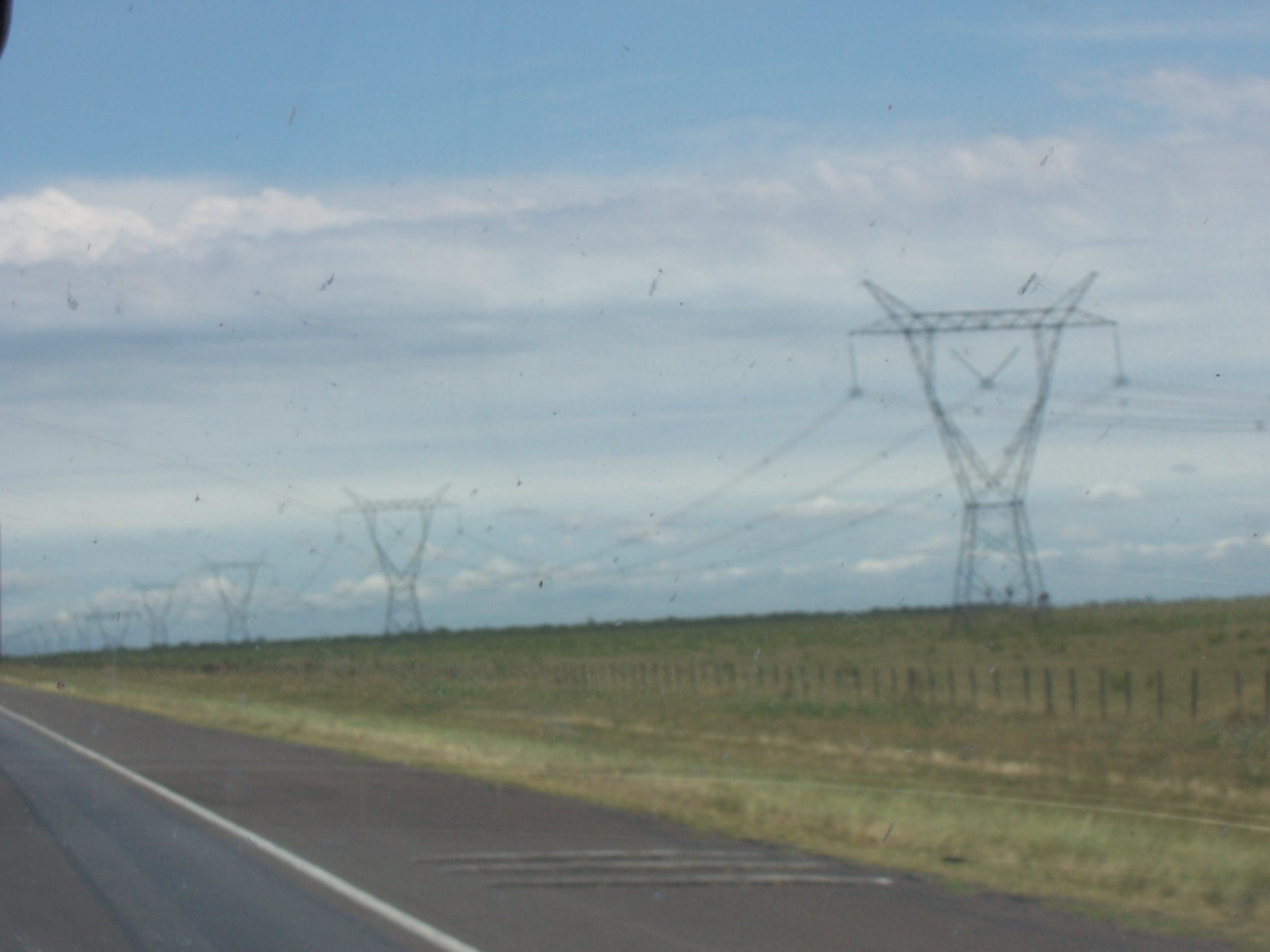
Tháp truyền